# 諾克斯環礁
諾克斯環礁是太平洋由18個島嶼組成的環礁，屬於拉塔克礁鏈的一部分，由馬紹爾群島管轄，位於米利環礁東南方，總土地面積0.98平方公里，中央的潟湖面積3.42平方公里。

## 外部連結
- Marshall Islands site（页面存档备份，存于）
- Oceandots entry for Knox Atoll（页面存档备份，存于）